# 中國文字博物館
36°6′44.56″N 114°23′37.80″E / 36.1123778°N 114.3938333°E
中國文字博物館是一所以“文字”为主题，兼具与文字相关的文物保护、陈列展示和科学研究三大功能为一体的专业博物馆，同时也是全球第一座以文字为主要“藏品”的国家级博物馆。中国文字博物馆位於中國八大古都之一，同时又有“文字之都”之称的河南省安陽市。总占地面积143亩，建筑面积34500平方米。

## 歷史

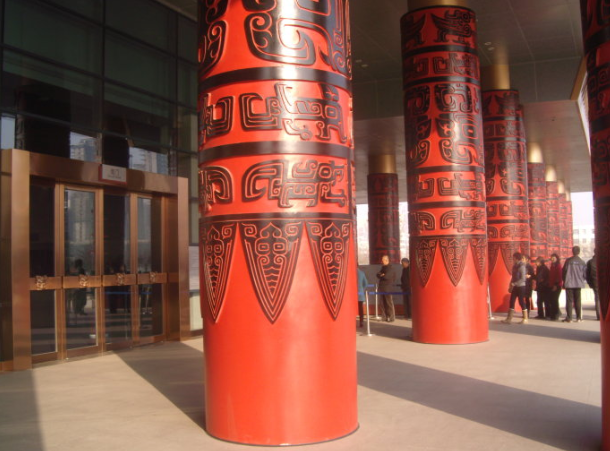
馆前柱子雕刻

2001年，郑州大学古文字学家王蕴智给时任河南省长李克强写信提議建设一座文字博物馆，得到省政府的同意，安阳開始醞釀筹建文字博物馆。
2002年8月14日，李克强建議文字博物馆建设尽快立项，并作为河南省的重点项目給予支持，安陽文字博物馆筹建工作全面开始。
2003年10月22日，李长春建議將安陽文字博物館建設成為国家级的博物馆。
2005年11月12日，中國国务院以《关于安阳文字博物馆冠名问题的复函》回复河南省政府，批准在安阳建设的文字博物馆名称可定为“河南中国文字博物馆”。
2007年10月20日，中國国务院下发《关于同意河南中国文字博物馆更名的函》，批示拟建的河南中国文字博物馆更名为中国文字博物馆。
2009年11月16日，中國文字博物館正式開館。

## 館舍

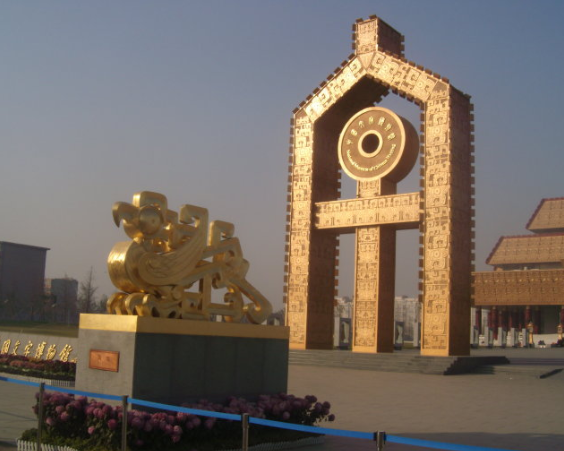
“玄鸟”和“字坊”

中国文字博物馆的整體建築外形似象形文字的“墉”字，总建筑面积34500平方米，主体馆高32.5米。
中国文字博物馆正门口，有两只金色的“玄鸟”，这里蕴含一个叫做玄鸟生商的传说：黄河下游一个古老的夷人部落里，相传有娀氏女简狄与二女沐浴，天上“玄鸟”产卵，简狄取而吞食，因而怀孕生契，契即为商人始祖。为此，商朝人尤其崇拜玄鸟。
经过“玄鸟”之后是“字坊”，“字坊”的建筑外观像金文中的“字”的外形。过“字坊”后的馆前广场的两旁各竖立一排铜制的甲骨文“碑林”，共28片。
穿过广场便是博物馆的主体建筑，共四层，其中一至三层是展厅。主体建築外形似象形文字的“墉”字，建筑采用饕餮纹、蟠螭纹图案浮雕和红黑图案的雕墙和雕柱，体现出殷商宫殿的“四阿重屋”的建筑效果。

## 陈列
基本陈列：“中国文字发展史”是基本陈列，主要展示汉字的起源、发展和演变历程。
专题陈列：“一片甲骨惊天下”是专题陈列，主要展示安阳殷墟甲骨文的发现、发掘和研究历程。
特别展览：主要有“故宫博物院院藏中国历代书法展”和“民族文化宫博物馆馆藏民族文字文物精品展”。

## 馆藏
目前，中国文字博物馆共入藏文物4123件，辅助展品1058件，其中一级文物305件。

### 镇馆之宝
8件西周时期带有铭文的青铜器是该馆的镇馆之宝，这批青铜器保存完好，形文俱佳，造型时代特征明显。

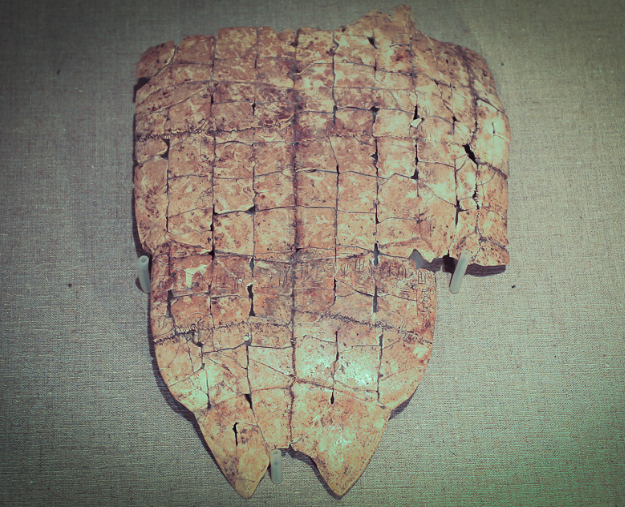
馆内陈藏的甲骨

#### 伯梁其盨
共1件，高19.5厘米，腹深10厘米，盨（xǔ/ㄒㄩˇ）是古代食器。
长方形的伯梁其盨，两端有兽首耳，圆足正背面有壶门形缺，盖上有四个云朵形扉；盨盖内和器内铸有铭文：“白（伯）梁其作旅盨，用享用孝，用瑓眉寿多福，畯臣天子万年唯极，子子孙孙永寳用”。

#### 太师虘簋
共1件，高20.7厘米，宽30.2厘米，重6.12kg，簋（guǐ/ㄍㄨㄟˇ）是古代盛食物的器具。
簋矮体，鼓腹，圈足，颈两侧有风格独特的兽头鋬。有盖，盖顶捉手作喇叭形。盖面与器腹均饰竖直纹，颈部及圈足上各饰粗弦纹一道。 
簋盖内和器底铸对铭7行70字： “正月既望甲午，王在周师量宫。旦，王格大室，即位。王呼师晨召太师虘入门，立中廷。王呼宰曶赐太师虘虎裘。虘拜，稽首。敢对扬天子丕显休，用作宝簋。虘其万年永宝用。唯十又二年”。
大意为：“ 正月既望的甲午日，王在周地的一个将军师量的宫中。天亮时，王到达一个大厅，坐定位子。王呼将军师晨召唤太师虘入门，太师虘站立在庭院中部。周王呼宰夫（王宫总管，也负责出入王令）叫曶的赏赐太师虘一件虎皮袍子。太师虘拜，叩头。太师虘当场宣扬了天子的大德与英明，做了这件宝簋。太师虘万年永宝此簋。这件事在周王十二年”。

#### 善夫吉父鬲

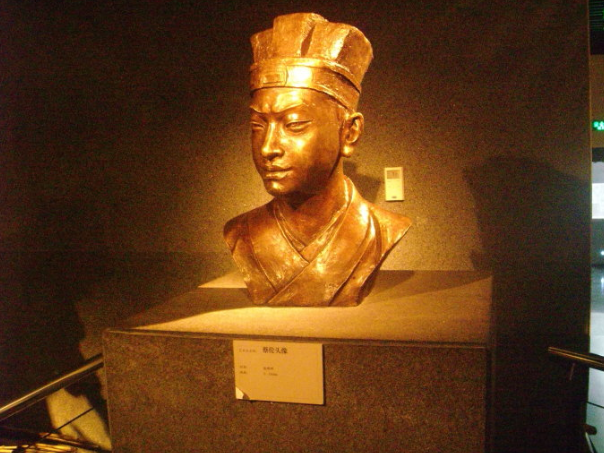
馆内蔡伦雕像

共3件，于1940年在陕西扶风任家村窖藏出土。每件通高12厘米，口径16.7厘米，腹深6.8厘米。鬲（lì/ㄌㄧˋ）是古代炊具，样子象鼎，足部中空。善夫吉父鬲保存完好，铭文17字，铸造范线范缀清晰，皮壳锈色清楚，其铭文对研究周原青铜器及生活礼仪具有重要价值。

#### 善夫吉父酃
善夫吉父酃（líng/ㄌㄧㄥˊ）共2件，每件通高37.6厘米，口径15.2厘米，腹深30.4厘米。盖榫和口内壁各有铭文15字，对研究西周历史及“善夫吉父”家族有重要意义。

#### 环带纹铜壶
共1件，高54.5厘米，口径17厘米，腹深41.6厘米。壶形制，纹饰属西周晚期典型器制，形体壮美，无铭文，保存状态好。此壶盖捉手内有卷曲鸟纹，衬云雷纹地，器身饰三层波带纹，圈足饰斜角云纹，非常规整，有很高的艺术价值。

#### 贾伯壶
贾伯壶原存于香港梁梅女士的御雅斋，2011年，梁女士欲出售该壶，在河南省文物局的安排下，中国文字博物馆制定了《贾伯壶征集方案》并上报国家文物局。随后，国家文物局邀请国家文物专家对该壶进行了严格鉴定，认定其为稀世珍宝，具有极高的研究价值和史料价值，建议中国文字博物馆征集。此后，中国文字博物馆与文物收藏者多次协商，并于2012年2月达成一致意见将该壶入藏中国文字博物馆。

### 其他主要文物
吴王光鉴、逨盘、睡虎地秦简、鄂君启节、子鱼尊、亚长钺、两诏铜椭量、秦二世元年诏版、秦两诏铜权、大官盉、十八年寺工铍、居延汉简、楚曲子赤角簠、中山国铜方壶、曾仲斿父壶等。

## 参看
- 河南博物院
- 國立故宮博物院